# Громкая связь (фильм)
«Громкая связь» — российский комедийный фильм от «Квартета И», адаптация итальянского фильма «Идеальные незнакомцы». В широкий прокат фильм вышел 14 февраля 2019 года.
В 2020 году на экраны вышел сиквел «Обратная связь», созданный тем же творческим коллективом.

## Сюжет
Три старых друга (двое из них — с жёнами, а новая подруга третьего, старого холостяка, приболела) приезжают на выходные к четвёртому другу и его жене в загородный дом. За ужином во время застолья хозяйка дома, профессиональный психолог, предлагает гостям сыграть в игру: выложить на стол свои мобильные телефоны, и отвечать на все звонки по громкой связи, а СМС-сообщения зачитывать вслух. Однако вскоре игра перерастёт в настоящую драму.

## В ролях
| Актёр              | Роль                          |
| ------------------ | ----------------------------- |
| Александр Демидов  | Дмитрий                       |
| Леонид Барац       | предприниматель Вадим Грибков |
| Анастасия Уколова  | Катя Грибкова жена Вадима     |
| Ростислав Хаит     | Борис                         |
| Ирина Горбачёва    | Алина жена Бориса             |
| Камиль Ларин       | хирург Лев                    |
| Мария Миронова     | психолог Ева жена Льва        |
| Вероника Корниенко | Соня дочь Льва и Евы          |

## Критика
Фильм получил средние оценки кинокритиков. Екатерина Алексеева из InterMedia писала: «Фильм получился более драматическим и менее эксцентричным, чем можно было бы ожидать, учитывая сюжет, итальянский бэкграунд и фирменный юмор „квартетовцев“. И в этом, судя по всему, заслуга режиссёра Алексея Нужного, для которого это третья полнометражная работа и своеобразная проверка после успеха „Я худею“. Он прошел тест почти идеально, подав долгосрочную заявку на роль одного из лучших авторов современных неглупых комедий (авторами глупых комедий рынок уже давно перенасыщен)».
Кинокритик Антон Долин дал положительную короткую рецензию: «Остроумная новая интерпретация нашумевших итальянских «Идеальных незнакомцев» — с «Квартетом И» и Алексеем Нужным, режиссером "Я худею"».